# Метревели, Сергей Васильевич
Сергей Васильевич Метревели (10 ноября 1906 — 1 октября 1991) — грузинский советский праведник мира. Во время Второй мировой войны оказал помощь двум евреям в районе Кисловодска, выведя их через ещё не занятые наступавшими немцами горы в Грузию.

## Подвиг
Спасённых звали Эмиль Зигель и Аркадий Миронович Рабинович. Первый из них попал в Кисловодск в 1941 году, будучи эвакуирован туда. Однако в августе 1942 немцы, наступая на юг России, появились на Кавказе и над евреями снова нависла опасность. Сергей Васильевич всю жизнь был интернационалистом, дружил и работал с евреями. Именно через своего друга он познакомился с Зигелем. Метревели, Зигель, Рабинович, Иван Федорович Гугешашвили и ещё двое грузин предприняли долгий марш (16 суток и 486 км) из Кисловодска через горящий Пятигорск и Кабардино-Балкарию в Грузию, где не было оккупантов.
Родственники гвардии полковника в отставке академика Зигеля были схвачены в начале сентября и вывезены в Минеральные Воды, где расстреляны в танковом рву возле стекольного завода. Братья его погибли на фронте. Зигель и Метревели контактировали и встречались после войны. Уже после смерти Метревели израильский Институт Катастрофы и героизма «Яд ва-Шем» удостоил его почётного звания праведника народов мира.
2 сентября 2020 года неправительственная организация «Израильский дом» открыла памятник, посвящённый Метревели и Холокосту, в городу Они в Грузии. Этот памятник стал первым мемориалом в Грузии, посвящённым теме Холокоста.